# Yves Lampaert
Yves Lampaert (n. 10 aprilie 1991, Izegem, Flandra, Belgia) este un ciclist belgian de curse pe șosea care în prezent concurează pentru echipa de UCI WorldTeam Quick-Step Alpha Vinyl Team.

## Rezultate în Marile Tururi

### Turul Franței
3 participări
- 2018: locul 80
- 2019: locul 133
- 2022: locul 120, câștigător al etapei 1

### Turul Spaniei
2 participări
- 2016: locul 113
- 2017: locul 136